# Folketingsvalget 1858
Der afholdtes valg til Folketinget 14. juni 1858.

## Resultat
| Parti                     | Stemmer i alt | Procent | Mandater | +/- |
| ------------------------- | ------------- | ------- | -------- | --- |
| Højre                     |               | 16,00   | 16       | - 1 |
| De Nationalliberale       |               | 21,08   | 20       | -   |
| J.A. Hansens Venstre      |               | 40,00   | 41       | -   |
| A. F. Tschernings Venstre |               | 15,00   | 15       | -   |
| Uden for gruppe           |               | 8,92    | 9        | +3  |
| Total                     |               |         | 101      |     |